# Charles Goodnight

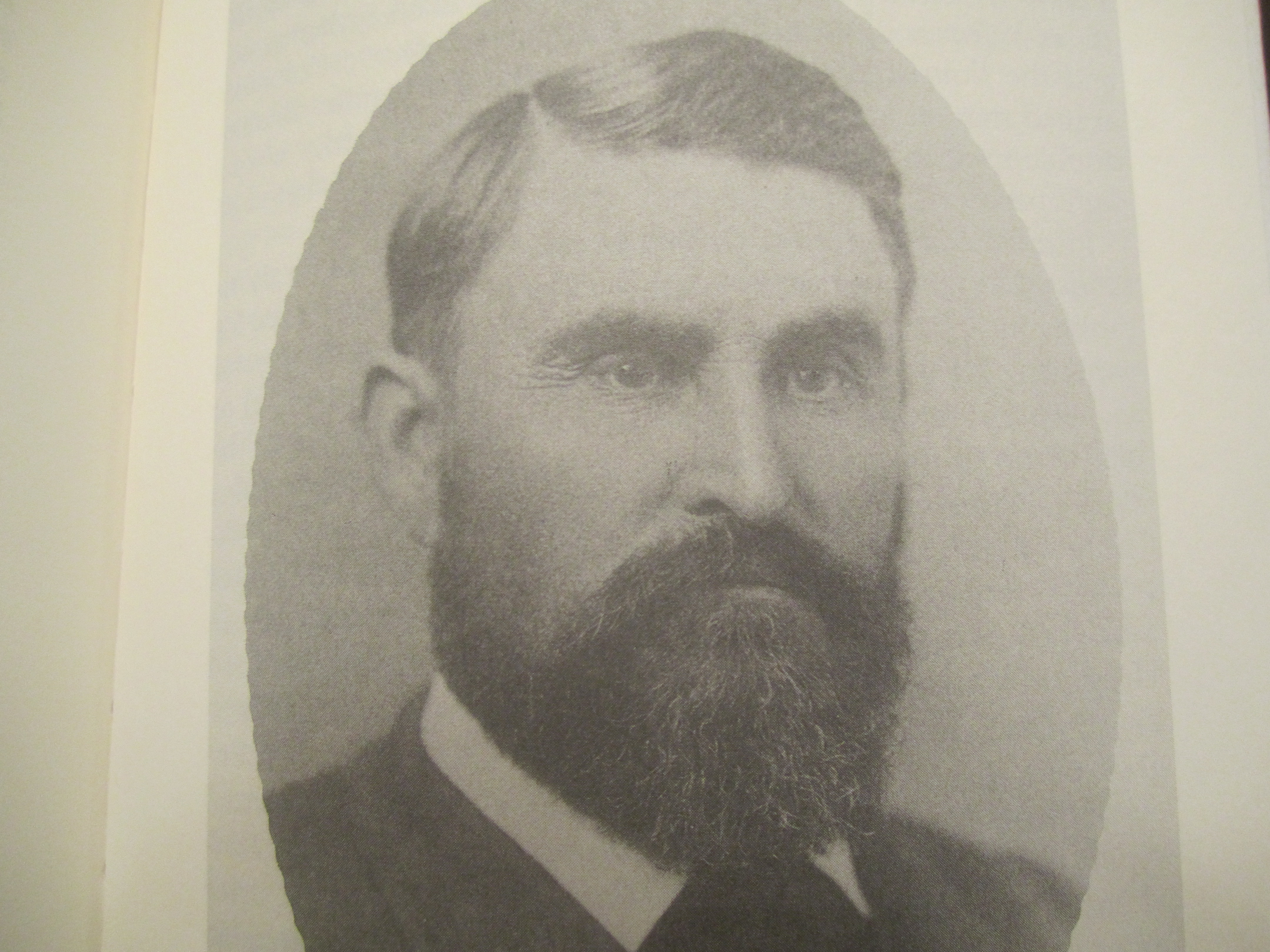
Goodnight (c. 1880)

Charles Goodnight, también conocido como Charlie Goodnight (5 de marzo de 1836 - 12 de diciembre de 1929), fue un ranchero estadounidense del Viejo Oeste, quizás el ranchero más conocido en Texas. A veces se le conoce como el "Padre del Mango de Texas". El ensayista e historiador J. Frank Dobie afirma que Goodnight "se acercó a la grandeza más cerca que cualquier otro vaquero de la historia".

## Primeros años
Goodnight nació en el Condado de Macoupin, Illinois, al noreste de San Luis, Missouri (Estados Unidos), como el cuarto hijo de Charles Goodnight y su exesposa, Charlotte Collier. La tumba del padre de Goodnight se encuentra en Bunker Hill, Illinois.
Goodnight se mudó a Texas en 1846 con su madre y su padrastro, Hiram Daugherty. En 1856, se convirtió en un vaquero y sirvió en la milicia local, luchando contra los invasores Comanches. Un año más tarde, en 1857, Goodnight unió a los Rangers de Texas. Goodnight, ya conocido por su entusiasmo, lidera una pandilla contra los comanches en 1860 que ubica el campamento indio donde Cynthia Ann Parker vivía con su marido, Peta Nocona, y entonces guía a los Rangers de Texas al campamento, liderando la recaptura de Cynthia Ann Parker. Más tarde hizo un tratado con su hijo, Quanah Parker.
Con el estallido de la Guerra Civil, se unió al Ejército de los Estados Confederados. La mayor parte de su tiempo lo pasó como parte de un regimiento de protección de frontera contra las incursiones de los indios.
Goodnight describió lo que se necesita para convertirse en un explorador: "En primer lugar, se debe nacer como un natural hombre de montaña y tener la facultad de no necesitar una brújula excepto en tormentas de nieve o la oscuridad".

## Ganadero

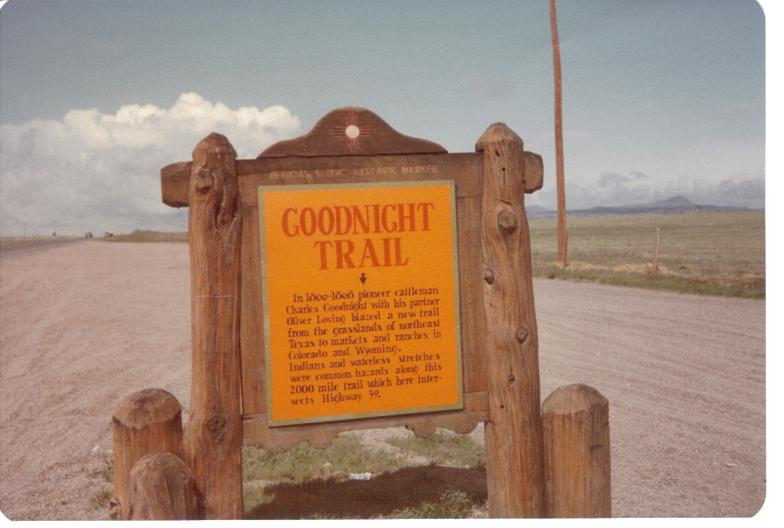
Las 2000 millas del Sendero Goodnight-Loving se extendían desde el norte de Texas por Colorado mientras se dirigía hacia el norte en Wyoming

Después de la guerra, se involucró en el pastoreo de ganado salvaje de Texas Longhorn desde el oeste de Texas hasta las líneas de ferrocarriles en el norte. Su trabajo fue reunir el ganado que habían vagado libre durante los cuatro largos años de guerra. En 1866, Goodnight y Oliver Loving condujeron su primer rebaño de ganado hacia el norte a lo largo de lo que se conocería como el Sendero Goodnight-Loving. A principios de la asociación con Loving pastaban ganado en sitios como la Montaña Capulín, en el noreste de Nuevo México. Goodnight inventó el chuckwagon, un tipo de carreta que fue utilizado por primera vez en la conducción del ganado. Al llegar a Nuevo México, formaron una asociación con el ganadero de Nuevo México John Chisum para futuros contratos para abastecer al ejército de Estados Unidos con ganado. Después de la muerte de Loving, Goodnight y Chisum extendieron el sendero desde Nuevo México a Colorado, y eventualmente a Wyoming. El sendero Goodnight-Loving se extendía desde Belknap, Texas, hasta Fort Sumner, Nuevo México
Goodnight y Loving eran amigos cercanos. Goodnight estuvo en el lecho de Loving durante las dos semanas que tomó este último en morir, y al parecer mantuvo una fotografía de Loving en el bolsillo después de su muerte, y luego puso una fotografía en su escritorio. Conforme a lo solicitado por Loving morir, Goodnight llevó su cuerpo de Nuevo México hacia Weatherford en el condado de Parker, Texas, para su entierro.
Con el fin de aprovechar las ventajas de la buena hierba disponible, la madera, el agua y las posibilidades del juego de azar, fundó en 1876 lo que iba a convertirse en el primer rancho del Mango de Texas, el J. A. Ranch, en el Cañón de Palo Duro. Para esto se asoció con el empresario irlandés John George Adair, cuyas iniciales dan el nombre del rancho. En 1880, Goodnight fue uno de los fundadores de la Asociación de Panhandle Stockman. La organización trató de mejorar los métodos de cría de ganado y reducir la amenaza de ladrones y forajidos. Tras la muerte de Adair en 1885, Goodnight colaboró durante un tiempo con su viuda, Cornelia Wadsworth Ritchie Adair.
También desarrolló una convivencia con W. D. Twitchell, que vivió en Amarillo, Texas, entre 1890 y 1918.
Después de que Goodnight hubiese abandonado el rancho, Tom Blasingame llegó allí en 1918. Blasingame trabajó en el rancho la mayor parte de los próximos setenta y tres años, hasta en el momento de su muerte en 1989, convirtiéndose en el vaquero más antiguo de la historia del Oeste estadounidense.

## Bisontes
Además de la cría de ganado, en 1876 Goodnight adquirió una manada de bisontes que se dice tienen descendientes que sobreviven hasta el presente en el Parque Estatal Cañones Caprock. La manada fue realmente donada por el J. A. Ranch y no hay documentación que demuestre que se trate de la manada conservada por Goodnight. Los bisonte de este rebaño fueron introducidos en el Parque nacional de Yellowstone en 1902 y en los zoológicos y ranchos más grandes de todo el país. También se hicieron cruces del bisonte con el ganado doméstico, que Goodnight llamó "cattalo". Charles "Buffalo" Jones, cofundador de Garden City, Kansas, después de reunirse con Goodnight en Texas, también comenzó a criar estos animales en un rancho cerca del Parque nacional del Gran Cañón, en el norte de Arizona.

## Vida personal
El 26 de julio de 1870, se casó con Mary Ann "Molly" Dyer, una profesora de Weatherford, al oeste de Fort Worth, Texas. Goodnight desarrolló una silla de montar de lado práctico para Molly. Aunque no era religioso como su esposa, Goodnight donó dinero para construir una iglesia metodista. Goodnight y su esposa también establecieron la Academia Goodnight para ofrecer una educación post-primaria a cientos de hijos de ganaderos locales. Durante varios años el matrimonio residió en Pueblo, Colorado, donde Goodnight tuvo considerable éxito financiero, habiendo invertido en el sector inmobiliario, la compra de porciones de la ciudad, e incluso convirtiéndose en copropietario de la casa de la ópera. El granero del rancho de Goodnight en Pueblo sobre el río Arkansas aun sigue en pie y está incluido en el Registro Nacional de Lugares Históricos. Gran parte de su dinero fue invertido en el Banco de Cultivadores en Pueblo, y debido a su fama la gente del lugar comenzó a referirse a él por el título de "El Coronel".
Después de que Molly murió en abril de 1926, Goodnight cayó enfermo. En su recuperación le ayudó una prima lejana paterna, enfermera de 26 años de edad y telegrafista de Butte, Montana, llamada Corinne Goodnight, con quien Charles había mantenido correspondencia debido a su apellido compartido.
El 5 de marzo de 1927, en su nonagésimo primer cumpleaños, Goodnight se casó con Corinne, que era lo suficientemente joven como para ser su bisnieta y que pronto abortaría su hijo por nacer. Su nombre era, por tanto, Corinne Goodnight Goodnight. Se unió con ella en la Iglesia Two by Two y fue bautizado unos meses antes de su muerte en Goodnight, Texas. Evetts Haley describió a Goodnight como "profundamente religioso y reverencial por la naturaleza".
En sus años de juventud, Goodnight fumaba unos cincuenta cigarros por día, pero lo cambió a una pipa en sus años de madurez. Nunca aprendió a leer ni escribir, pero sus respectivas esposas escribían cartas para él a varias personas, entre ellas Quanah Parker. Durante su última enfermedad, dio su reloj de bolsillo de oro Hampton a su pastor, Ralph Blackburn.
Después de que llegó a dominar la ganadería, Goodnight participó en otras actividades, entre ellas el establecimiento del Colegio Goodnight en el condado de Armstrong y como periodista y banquero. Perdió los ahorros de su vida cuando la mina de plata en México en la que invirtió fue nacionalizada por el gobierno mexicano. Se vio obligado a vender su rancho en 1919 a un amigo petrolero, W. J. McAlister, con la disposición de que Goodnight y su entonces primera esposa podían permanecer en la casa hasta que ambos murieran.
Goodnight está enterrado junto a su primera esposa, Mary Ann, en el cementerio Goodnight cerca de Amarillo, Texas.

## Restauración de la casa de Goodnight

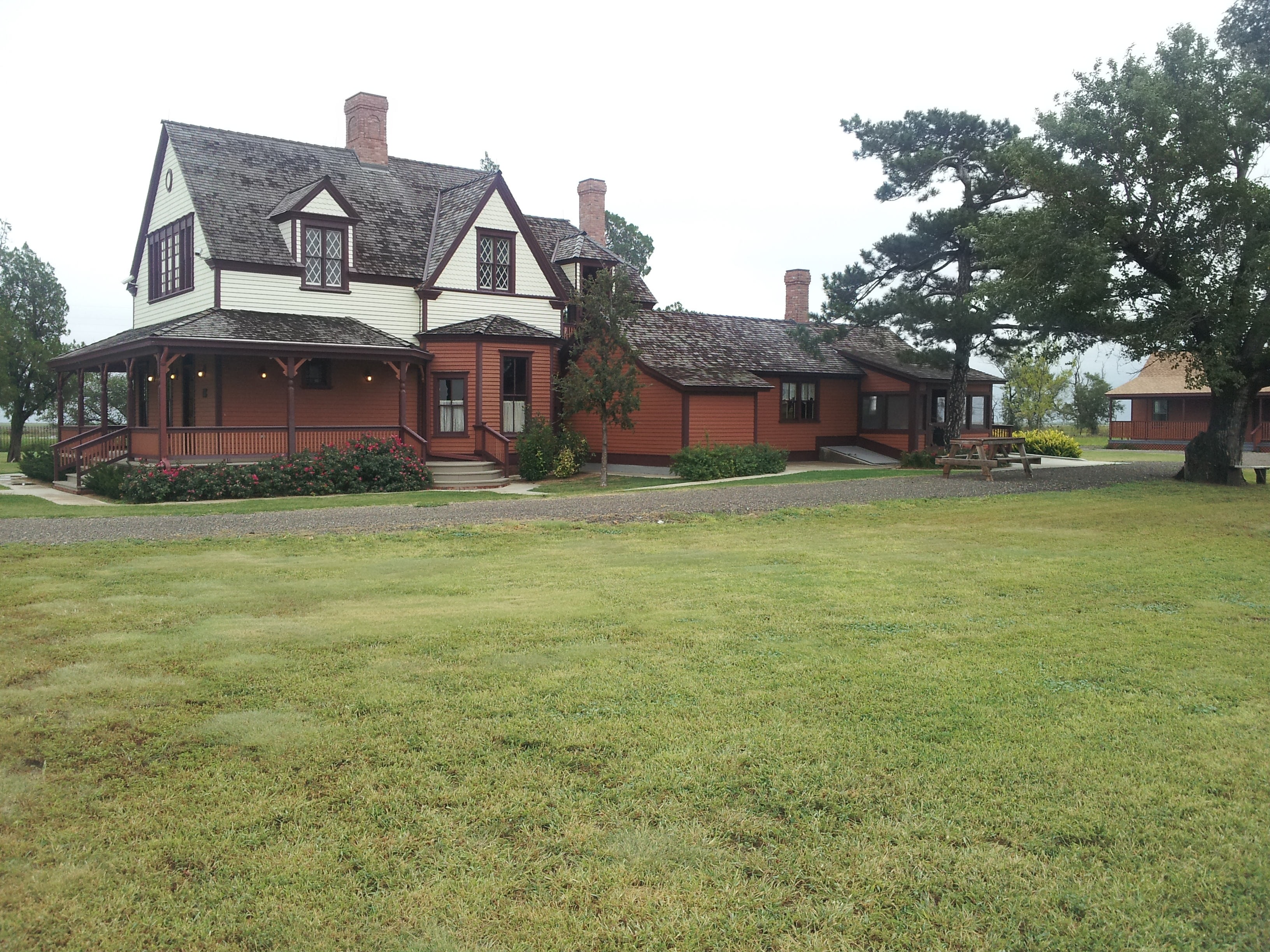
Rancho Charles Goodnight

La casa Goodnight se encuentra un cuarto de milla al sur de la autopista US 287, a unos sesenta kilómetros al este de Amarillo, Texas. La casa fue renovada por el Museo del Condado de Armstrong entre 2006 y 2012. La estructura fue pintada para lucir como en 1887. El interior fue restaurado sobre la base de la investigación de la pintura original. En 2005, un empresario de Amarillo, Brent Caviness, y un socio donaron la casa y treinta hectáreas adyacentes. De acuerdo a las investigaciones, Mary Ann Goodnight enseñaba a los niños en el barracón del lugar, y los vaqueros dormían allí por la noche, por lo que ella movía sus cosas a un lado de la escuela durante el día.
Incluido en el Registro Nacional de Lugares Históricos, la casa tenía electricidad y, en sus últimos años, daba refugio a cientos de trabajadores del rancho y vaqueros. A partir de 2006, el Museo del Condado de Armstrong en Claude, Texas, comenzó la recaudación de dinero para restaurar la estructura y que así fuera la pieza central del Centro Histórico Charles Goodnight. Casi dólares 1.800.000 dólares fueron recaudados, pero se necesitaron otros 600.000 más para realizar los trabajos. Los fondos fueron aportados por varias organizaciones filantrópicas del área de Amarillo, así como la recaudación de fondos de la Fundación Histórica de Texas. Durante la fase de restauración se realizaron trabajos en los cimientos, el porche, el techo, la pintura exterior e interior y revestimientos. Ruth Robinson, de Clarendon, Texas, ciudad sede del condado de Donley, una tátara-tátara sobrina de Goodnight, donó la cama, así como un juego de dormitorio de estilo victoriano de su madre. La casa abrió en abril de 2013.

## Reputación

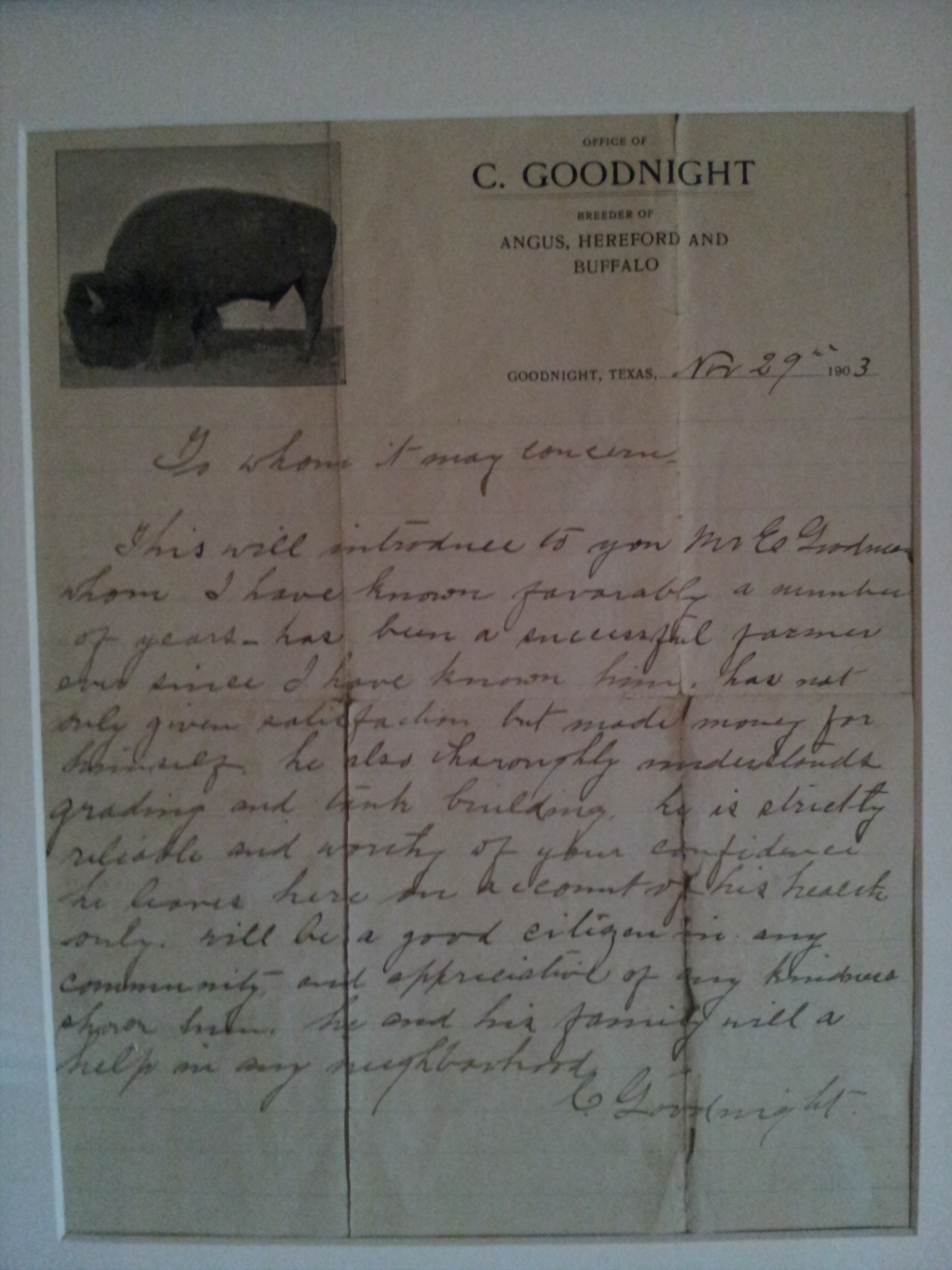
Carta de Charles Goodnight sobre papelería

Montie Goodin, un miembro de la junta directiva del museo que nació en la casa Goodnight en 1931, dos años después de la muerte de Goodnight, dijo que Goodnight no tenía ningún concepto de su propia importancia: "No importaba quién eras, invitaba a todos".

Goodnight se presentaba generalmente como un hombre bueno y decente. J. Frank Dobie, que conoció Goodnight, lo cita en el libro Charles Goodnight: Padre del Panhandle de Texas con la siguiente frase: "He conocido a un montón de hombres buenos, varios caballeros finos, hordas de escaladores astutos, un montón de asnos rebuznando en voz alta y un montón de bueyes mudos, pero no he vivido lo suficiente o viajado lo suficiente para conocer más de dos o tres hombres que yo llamaría muy buenos. Esta es una palabra que no sobra alrededor. Para mí, Charles Goodnight tenía un excelente humor".
Hay otros puntos de vista. En la publicación de Time-Life de 1973 de The Cowboys, el autor afirma, en la página 62: "Goodnight no era mejor que el resto. Una vez, cuando su esposa expresó su consternación por unos vigilantes ahorcados en un poste del telégrafo, Charlie contestó en voz baja: 'Bueno, no creo que le duela al poste de telégrafo'. Pero lo que ella no sabía era que las víctimas habían sido realmente colgadas con plena aprobación de Goodnight".

## En la literatura y el cine
En 1935, seis años después de la muerte de Goodnight, Laura Vernon Hamner, que conocía a Charles y Molly Goodnight de su tiempo en Claude, en el condado de Armstrong, Texas, publicado una biografía novelada del ganadero titulada The No-Gun Man of Texas.
Ganadora del Premio Pulitzer, la novela Lonesome Dove, de Larry McMurtry, es un relato novelado de Goodnight y Loving y su tercera conducción de ganado. En el libro, el personaje de Woodrow F. Call representa a Goodnight y August McCrae a Oliver Loving. Aunque los personajes tienen personalidades bastante diferentes de sus homólogos en la vida real, la novela se inspira en gran medida a partir de hechos reales, en especial la emboscada de Loving por los indios y el cuidado atento que Goodnight proporcionó a Loving cuando este sucumbió a una infección inducida por una herida de flecha. Call devuelve el cuerpo de McCrae a Texas, al igual que Goodnight regresó a Loving para su entierro en Weatherford. El marcador que esculpe Calls en Deets se basa en un epitafio que Charles Goodnight creó para Bose Ikard, un ex esclavo que trabajó junto a Goodnight la mayor parte de su vida.
Las cuatro novelas que componen la serie de Lonesome Dove incluyen breves apariciones de Goodnight. Él juega su papel más importante en el volumen final, Streets of Laredo. Su aparición en la precuela, Dead Man's Walk, es históricamente inexacta. La historia tiene lugar durante la expedición de Santa Fe de 1841, cuando Goodnight habría tenido tan sólo cinco años. Goodnight es interpretado en la película Dead Man's Walk por Chris Penn, en Comanche Moon por Jeremy Ratchford y en Las calles de Laredo por James Garner.
El libro del escritor Matt Braun El imperio de Texas se basa en la vida de Goodnight y ficcionaliza la fundación del J. A. Ranch. El Camino Goodnight es también el nombre de una novela de Ralph Compton.
Una parte de la novela de Mari Sandoz Old Jules Country se refiere a las dificultades que atravesó Goodnight durante su transporte de ganado a Colorado. En la novela de James A. Michener Centenario, el Camino Skimmerhorn se basa en el Camino Goodnight-Loving. Además, su nombre se menciona en la novela y el personaje R. J. Poteet parece haberse basado en Goodnight.

## En la música
La canción "The Goodnight-Loving Trail" de Utah Phillips describe el acto de cocinar en un chuckwagon durante la conducción de ganado.
El compositor del Oeste de Texas Andy Wilkinson compuso el álbum Charlie Goodnight: su vida en poesía y canción. El CD fue producido por Lloyd Maines de Lubbock, Texas.
Albertan Ian Tyson de Alberta, Canadá, escribió una canción, "La tumba de Charles Goodnight", acerca de dejar pañuelos cerca de la tumba de Goodnight como homenaje.

## Lugares con su nombre
Ha habido varios lugares que han tomado su nombre del de Goodnight, entre ellos:
- El camino Charles Goodnight Memorial Trail.
- El antiguo pueblo de Goodnight (ahora un pueblo fantasma) en el condado de Armstrong, sitio del antiguo Goodnight Baptist College, y lugar de nacimiento en 1920 del científico Cullen M. Crain.
- Varias calles en el Mango de Texas.
- La carretera en el Cañón Palo Duro en Texas.
- El Premio anual Goodnight, que reconoce a un individuo o negocio por compartir el amor de Goodnight a la tierra y para la protección del patrimonio del Oeste de Texas.[15]
- El festival anual Charles Goodnight Chuckwagon Cookoff, celebrado cada septiembre en Clarendon, Texas, siendo el principal recaudador de fondos para el Museo Roost de los Santos, que incluye una exposición sobre Goodnight.
- La escuela primaria Goodnight, en Pueblo, Colorado.
- Una calle en Pueblo, Colorado
- Una cabaña en el Campamento Carter del YMCA en Fort Worth, Texas.